# NGC 3741
NGC 3741 es una galaxia irregular (Im) localizada en la dirección de la constelación de la Osa Mayor. Posee una declinación de +45° 17' 03" y una ascensión recta de 11 horas, 36 minutos y 06,0 segundos.
La galaxia NGC 3741 fue descubierta el 19 de marzo de 1828 por John Herschel.